# Ronde van Nederland 1983
De 23e editie van de Ronde van Nederland ging op 25 augustus 1983 van start in Boxmeer. Na 3 etappes werd op 27 augustus in Assen gefinisht. De ronde werd gewonnen door Adri van Houwelingen.

## Eindklassement
Adri van Houwelingen werd winnaar van het eindklassement van de Ronde van Nederland van 1983 met een voorsprong van 31 seconden op Johnny Broers. De beste Belg was Herman Frison met een 3e plaats.
| Rang | Renner               | Land       | Tijd       |
| ---- | -------------------- | ---------- | ---------- |
| 1    | Adri van Houwelingen | Nederland  | 10u 36'32" |
| 2    | Johnny Broers        | Nederland  | + 0'31"    |
| 3    | Herman Frison        | België     | + 0'35"    |
| 4    | Nico van Hest        | Nederland  | + 1'20"    |
| 5    | Kim Andersen         | Denemarken | + 7'27"    |
| 6    | Bert Oosterbosch     | Nederland  | + 7'49"    |
| 7    | Theo de Rooij        | Nederland  | + 7'59"    |
| 8    | Henk Lubberding      | Nederland  | + 8'03"    |
| 9    | Jos Lammertink       | Nederland  | + 8'04"    |
| 10   | Peter Winnen         | Nederland  | + 8'07"    |

## Etappe-overzicht
| Etappe | Van - naar        | Km        | Etappewinnaar    |
| ------ | ----------------- | --------- | ---------------- |
| 1a     | Boxmeer           | 2,6 (ITT) | Bert Oosterbosch |
| 1b     | Boxmeer - Boxmeer | 67        | Jan Wynants      |
| 2      | Boxmeer - Zutphen | 208       | Fons van Katwijk |
| 3a     | Zutphen - Assen   | 161,5     | Herman Frison    |
| 3b     | Assen             | 22 (TTT)  | TI-Raleigh       |

1948 · 1949 · 1950 · 1951 · 1952 · 1953 · 1954 · 1955 · 1956 · 1957 · 1958 · 1959 · 1960 · 1961 · 1962 · 1963 · 1964 · 1965 · 1966 · 1967 · 1968 · 1969 · 1970 · 1971 · 1972 · 1973 · 1974 · 1975 · 1976 · 1977 · 1978 · 1979 · 1980 · 1981 · 1982 · 1983 · 1984 · 1985 · 1986 · 1987 · 1988 · 1989 · 1990 · 1991 · 1992 · 1993 · 1994 · 1995 · 1996 · 1997 · 1998 · 1999 · 2000 · 2001 · 2002 · 2003 · 2004 · 2005 · 2006 · 2007 · 2008 · 2009 · 2010 · 2011 · 2012 · 2013 · 2014 · 2015 · 2016 · 2017 · 2018 · 2019 · 2020 · 2021 · 2022 · 2023 · 2024